# Frédéric Roussin-Bouchard
Frédéric Roussin-Bouchard (né le 20 avril 1972) est un joueur de hockey français.

## Carrière de joueur
En 1989, il commence sa carrière à Gap son club formateur en Division 1. En 1994, il rejoint Épinal pendant une saison avant de revenir dans les Hautes-Alpes. De 1998 à 2000, il part deux saisons aux Diables Rouges de Briançon et joue avec un autre gapençais Romain Moussier. De retour chez les Rapaces, il arrête sa carrière en 2003 après une saison en Super 16 l'élite française dans laquelle il est passé avec son équipe en 1994 et en 1997. En 2006, Gap est relégué en division 1. Roussin-Bouchard rechausse les patins pour retrouver la défense gapençaise. Son club termine à deux reprises second du championnat en 2007, 2008

### Clubs successifs
- Gap (Division 1) 1991-1993
- Épinal (Division 1) 1994-1995
- Gap (Division 1) 1995-1996
- Gap (Nationale 1A) 1996-1997
- Gap (Division 1) 1997-1998
- HC Briançon (Division 1) 1998-2000
- Gap (Division 1) 2000-2002
- Gap (Super 16) 2002-2003
- Gap (Division 1) 2006-2008

## Carrière internationale
Il a représenté l'Équipe de France de hockey sur glace lors de deux championnats du monde junior.

### Statistiques
| Année | Équipe     | Compétition |   | PJ | B | A | Pts | Pun |
| 1991  | France Jr. | CM Jr. B    | 4 | 1  | 0 | 1 | 4   |     |
| 1992  | France Jr. | CM Jr. B    | 6 | 0  | 0 | 0 | 4   |     |